# Còng tay

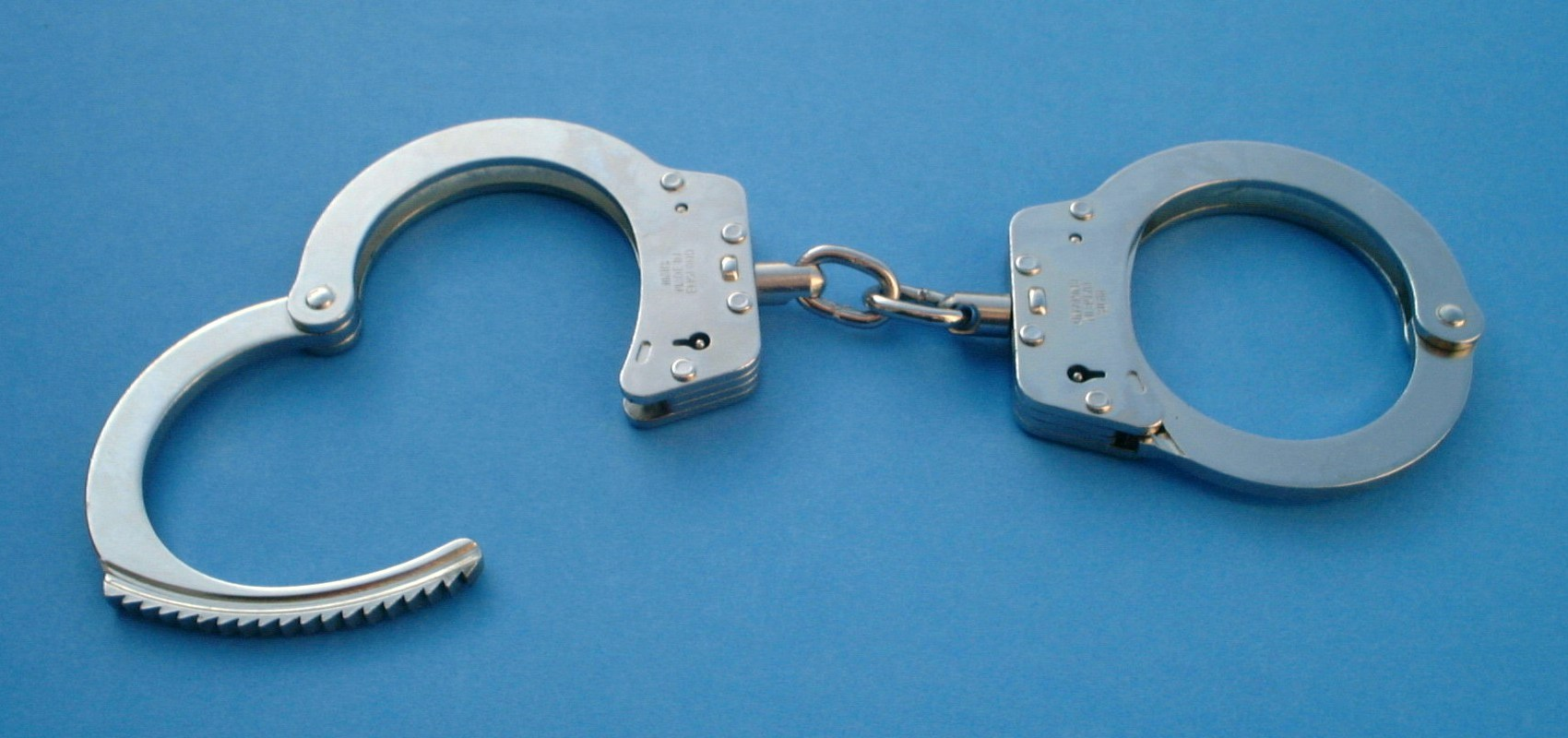
Mẫu những năm 1990

Còng tay là dụng cụ dùng để khống chế người bằng cách khóa hai cổ tay lại với nhau. Nó thường được làm bằng thép mạ crôm hoặc mạ kền. Còng tay là vật dụng thường thấy trong ngành cảnh sát, dùng vào việc bắt giữ, có tác dụng giảm khả năng chống cự của tội phạm.

## Trong hoạt động tình dục
Còng tay cũng được sử dụng làm dụng cụ kích thích trong hoạt động tình dục BDSM. Người ta cũng sáng chế ra những loại còng tay dành riêng cho mục đích này.